# Murilé
Murilé är i mytologin hos Chagafolket i Kenya i Afrika en pojke som far till månen och blir rik genom att där introducera kunskapen om att göra upp eld.